# Kozy Zagroda
Kozy Zagroda – przystanek kolejowy w Kozach, w powiecie bielskim, w województwie śląskim. Zarządza nią PKP Polskie Linie Kolejowe.

## Ruch pasażerski
| Rok  | Wymiana pasażerska na dobę |
| ---- | -------------------------- |
| 2017 | 20-49                      |
| 2022 | 20-49                      |

## Historia
Budowę przystanku ukończono w lutym 1949. Słowo Zagroda nie funkcjonowało jako nazwa lokalnego przysiółku przed powstaniem stacji. Z czasem zaczęło jednak obowiązywać. 26 maja 1968 przystanek włączono do linii kolejowej nr 117 Bielsko-Biała Główna – Kalwaria Zebrzydowska Lanckorona. W 2016 roku rozebrano budynek stacji.